# Camac
Camac ist eine Harfenmanufaktur im französischen Mouzeil im Département Loire-Atlantique.

## Geschichte
1972 wurde die Camac-Gesellschaft von den beiden Brüdern Joël und Gérard Garnier gegründet. Die Gesellschaft wurde eigentlich für Herstellung und Handel von traditionellen Musikinstrumenten gegründet, doch bald begann das Unternehmen mit dem Bau von keltischen Harfen. Camac ist heute eine der weltweit führenden Harfenmanufakturen. 1985, beim zweiten Weltharfenkongress in Jerusalem, stellte Camac die neue Harpe à mémoire der Öffentlichkeit vor. Damit betrat das Unternehmen das Terrain der klassischen Pedalharfen.
Im Jahr 1985 schied Gérard Garnier aus der Firma aus. Joël Garnier gründete Production Camac, als eingetragene Firma für traditionelle Hakenharfen und Pedalharfen. Camac verkauft pro Jahr mehr als 2000 Harfen weltweit.
1990 stellte Camac unter der Bezeichnung The Blue die erste elektronische Harfe vor, bei der jede einzelne Saite mittels einem eigenen Tonabnehmer verstärkt werden konnte. Darauf folgten 1996 drei klassische Doppelpedalharfen, die Clio, Athéna und die Altantide Prestige. Von 1985 bis 2000 leitete Joël Garnier das Unternehmen. Im Jahr 2000 übernahm Jakez François das Unternehmen.
Camac ist heute noch die einzige französische Harfenmanufaktur. Im bretonischen Mouzeil arbeiten rund 60 Angestellte auf einer Fläche von 2.500 Quadratmetern in Büros und Werkstätten.